# کوجی ایمادا
کوجی ایمادا (انگلیسی: Koji Imada؛ زادهٔ ۱۳ مارس ۱۹۶۶) هنرپیشه اهل ژاپن است.